# Wílmer Largacha
Wílmer Largacha (Bogotá, 25 de agosto de 1986) es un exfutbolista colombiano que jugaba como Centrocampista.

## Clubes
| Club                   | País                | Año                 | Partidos | Goles |
| ---------------------- | ------------------- | ------------------- | -------- | ----- |
| Patriotas              | Colombia            | 2006                | -        | -     |
| Santa Fe               | Colombia            | 2006 - 2007         | -        | -     |
| Juventud Soacha        | Colombia            | 2008                | -        | -     |
| Atlético Bucaramanga   | Colombia            | 2011                | 5        | 0     |
| Depor Fútbol Club      | Colombia            | 2012 - 2013         | 40       | 0     |
| Jaguares de Córdoba    | Colombia            | 2013 - 2014         | 56       | 2     |
| América de Cali        | Colombia            | 2015                | 22       | 0     |
| Sporting San Miguelito | Panamá              | 2017 - 2018         | 13       | 3     |
| CA Independiente       | Panamá              | 2018                | 5        | 0     |
| Boca Juniors de Cali   | Colombia            | 2020                | 3        | 0     |
| Total en su carrera    | Total en su carrera | Total en su carrera | 144      | 5     |

## Palmarés

### Campeonatos nacionales
| Título    | Club     | País     | Año  |
| --------- | -------- | -------- | ---- |
| Primera B | Jaguares | Colombia | 2014 |